# John Loridon
Pour les articles homonymes, voir Loridon.
John Loridon, né le 5 avril 1937 à Anvers (Belgique) et décédé le 12 février 2020 dans la même ville, était un ancien basketteur international belge. Il a marqué le basket belge par sa taille, ses succès en clubs en Belgique et en Allemagne, ainsi que ses 119 sélections en équipe nationale.

## Biographie

### Carrière de joueur
En club
John Loridon a été le premier joueur dépassant les deux mètres (2,05 m) à se faire remarquer dans le basket belge. L’équipe Brabo, du collège Sint-Henricus dans le nord d'Anvers, l’a repéré au sein du club de Korfbal Voorwaarts Edegem, sacré champion de Belgique de Korfbal trois années d’affilée au milieu des années 1950. Âgé de 20 ans, Loridon n’avait encore jamais joué au basket, mais l'a rapidement appris. Seulement 4 mois après ses débuts au Brabo, il a remporté la Coupe de Belgique en 1957. Il a été élu meilleur joueur de l'année en 1960, devenant le deuxième lauréat de ce trophée après Jef Eygel.
En 1961, il a rejoint la section basket de l’Alemannia Aachen (de). Il a atteint une première finale du championnat d’Allemagne de l’Ouest en 1962 sous les ordres d'Eddy Verswijvel (it), puis remporte le titre de champion d'Allemagne la saison suivante, en 1963.
Il est rentré en Belgique en 1963 pour s'engager au RC Malines. Il y a évolué pendant 7 saisons jusqu'en 1970, remportant 3 Coupes de Belgique et prenant part à l'épopée européenne du RC Malines au Palais des sports d'Anvers, contre le Real Madrid notamment.
Entre 1978 et 1981, il a joué pour Pitzembourg en deuxième division nationale.
En équipe nationale
Loridon a joué pour l’équipe de Belgique entre 1957 et 1967, totalisant 119 sélections et participant à cinq championnats d’Europe avec la sélection. En 2013, il a été honoré en étant intronisé dans le « Club des 100 ».

### Carrière de chaussurier
À son époque, durant sa carrière, les basketteurs en Belgique ne pouvaient pas vivre de leur sport. Loridon exerçait en parallèle les métiers de commerçant et distributeur de chaussures et d’articles en cuir. Cette activité s’inscrivait dans une tradition familiale liée au secteur de la chaussure depuis quatre générations.
Il a travaillé comme représentant pour Arbo Shoe (devenue Marobel) à Lokeren dans les années 1960.
Grâce à son charisme et ses contacts, il a fait sélectionner un modèle de la marque (Tropic) pour le défilé d’ouverture des Jeux Olympiques de Rome en 1960.
Dès 1966, il a sillonné le pays comme distributeur de grandes marques, à bord d’une caravane qu’il avait lui-même construite et aménagée en salle d’exposition.

### Vie privée
Loridon était le père de deux fils, Frank et Pieter Loridon (nl). Tous deux ont également joué au basket-ball, Pieter évoluant au plus haut niveau belge, entre autres avec les Antwerp Giants et l'équipe nationale belge. Ces deux fils se sont également lancés dans le commerce de chaussures.

### Décès
John Loridon est décédé le 12 février 2020 à Berchem (Anvers), des suites d’une longue maladie diagnostiquée plusieurs mois auparavant. Il avait lui-même organisé sa cérémonie, qui s’est tenue au crématorium de Wilrijk.

## Palmarès
|  |  | Brabo (1) Coupe de Belgique (1) - Vainqueur : 1957 Distinctions personelles - Meilleur joueur de l'année : 1960 |  | Alemannia Aachen (de) (1) Championnat d'Allemagne de l'Ouest (1) - Champion : 1963 - Vice-champion : 1962 |  | RC Malines (3) Coupe de Belgique (3) - Champion : |